# Pâncești, Bacău
Pâncești là một xã thuộc hạt Bacău, România. Dân số thời điểm năm 2002 là 4326 người.